# 라우네나코로슈켐

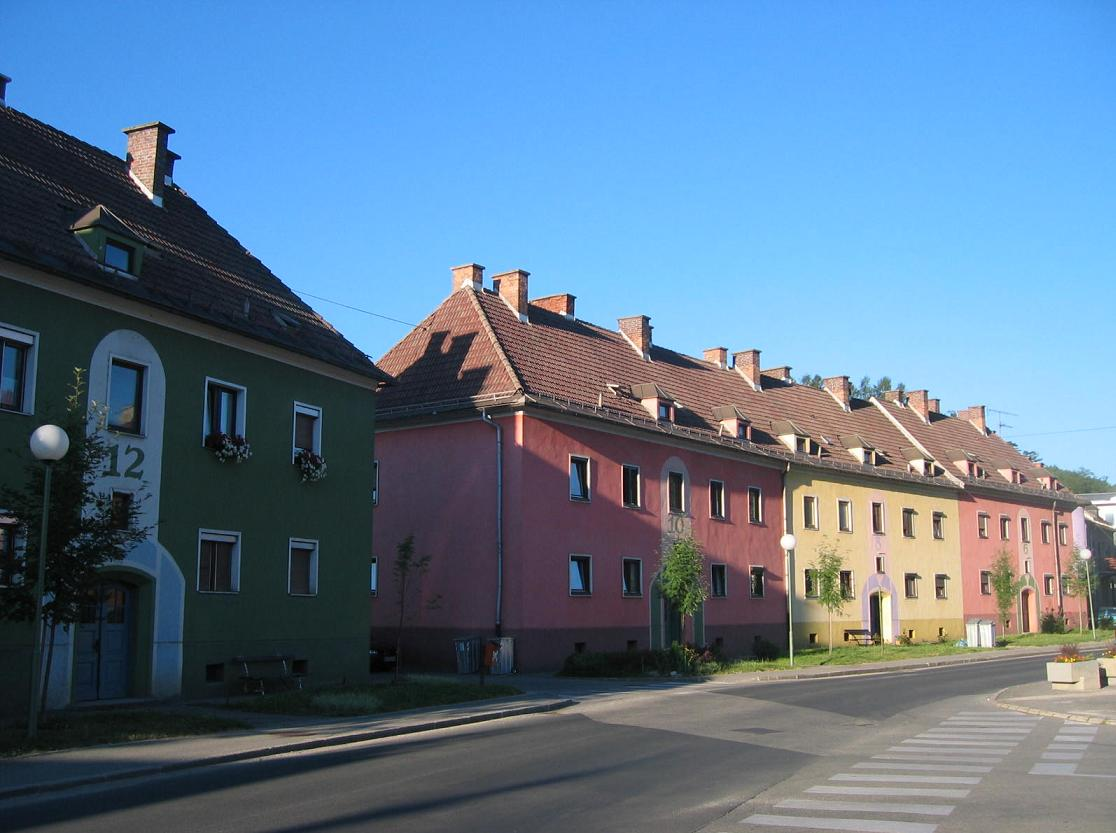
라우네나코로슈켐

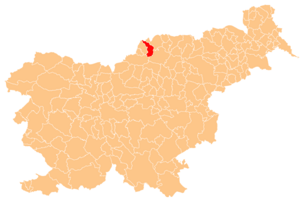
라브네나코로슈켐의 위치

라우네나코로슈켐(슬로베니아어: Ravne na Koroškem, 독일어: Gutenstein in Kärnten 구텐슈타인인케른텐[*])은 슬로베니아의 도시로 면적은 63.4km2, 높이는 394m, 인구는 12,248명(2002년 기준), 인구 밀도는 193.2명/km2이다.